# Albert Thiam
Pour les articles homonymes, voir Thiam.
Albert Thiam, né le 1er novembre 1921 à Hampont et mort le 9 septembre 1998 à Metz, est un artiste lorrain, connu pour ses tableaux de marqueterie en relief, ses sculptures, ses faïences et ses dessins.

## Biographie
Albert Thiam naît à Hampont en 1921, dans une famille de sculpteurs sur bois. Son père Aimé Thiam, fait breveter un procédé de marqueterie novateur au concours Lépine de 1929. Incorporé de force dans l'armée allemande au cours de la Seconde Guerre mondiale, Albert Thiam termine la guerre en captivité, au camp de Tambow. Après guerre, il rejoint l'atelier de son père à Metz, puis il construit son propre atelier, d'abord à Metz, puis à Plappeville. La place en face de son atelier porte aujourd'hui son nom.

## Son œuvre
Albert Thiam a laissé de nombreuses œuvres de marqueterie en relief, illustrant souvent des scènes de la vie quotidienne en Lorraine des gens et de la vie du pays de Seille.